# Kościół Wszystkich Świętych w Dudyńcach
Kościół Wszystkich Świętych – rzymskokatolicki kościół parafialny w Dudyńcach, należący do dekanatu Sanok I archidiecezji przemyskiej.

## Historia
Pierwszy kościół łaciński wzmiankowany jest od 1377. Pierwotnie była to kaplica filialna parafii św. Mikołaja w Niebieszczanach. W latach 1558–1677 pod wpływem ruchów reformatorskich świątynia służyła protestantom jako zbór kalwiński. Prawdopodobnie była to drewniana świątynia o konstrukcji w typie haczowskim. Po kolejnych wojnach i najeździe Tatarów w 1624 kościół jako świątynia katolicka został odbudowany w 1677 przez Wojciecha i Tomasza Leszczyńskich. Biskup Krzysztof Jan Szembek erygował parafię w latach 1721-1723 przy drewnianym kościele wybudowanym w 1675. Konsekracji dokonano w 1755 pw. Wszystkich Świętych. Pod koniec XVIII wieku parafia obejmowała swoim zasięgiem Jędruszkowce, Markowce, Podgaj, Pisarowce i Pobiedno. Świątynia uległa całkowitemu zniszczeniu w 1865.
Obecny kościół fundacji Leopoldyny de Ścibor-Rylski Horodyńskiej powstał w latach 1871-1876. Miejscowy właściciel ziemski Hieronim Romer kierował radą parafialną podczas budowy kościoła, wraz z żoną Felicją przyczynił się do jego wyposażenia, w tym w 1883 ufundowali ołtarz świętego Walentego, co upamiętnia tablica fundacyjna przy nim ustanowiona.
W 1886 biskup Ignacy Łobos dokonał konsekracji świątyni pw. Wszystkich Świętych. W okresie II wojny światowej kościół uległ znacznemu zniszczeniu, gruntownie remontowany został w 1947. Odbudowę kościoła wspierał pochodzący z okolic ks. Piotr Adamski, za co 1 sierpnia 1965 ufundowano w świątyni tablicę jego upamiętniającą.  
Z zabytków sztuki zachowały się starodruki z miedziorytami Georga Wilhelma Salomusmüllera oraz Josepha Antona Zimmermanna z początku XVIII wieku.
Przy plebanii parafii 7 kwietnia 2011, ramach akcji „Katyń... pamiętamy” / „Katyń... Ocalić od zapomnienia”, został zasadzony Dąb Pamięci, honorujący Wojciecha Bursę, strzelca sportowego, olimpijczyka z Berlina 1936, kapitan artylerii Wojska Polskiego, ofiarę zbrodni katyńskiej.